# Татарско-Сарсазское сельское поселение
Татарско-Сарсазское се́льское поселе́ние — муниципальное образование в Чистопольском районе Татарстана Российской Федерации.
Административный центр — деревня Татарский Сарсаз.

## История
Статус и границы сельского поселения установлены Законом Республики Татарстан от 31 января 2005 года № 44-ЗРТ «Об установлении границ территорий и статусе муниципального образования "Чистопольский муниципальный район" и муниципальных образований в его составе».

## Население
| 2010 | 2011 | 2012 | 2013 | 2014 | 2015 | 2016 |
| ---- | ---- | ---- | ---- | ---- | ---- | ---- |
| 646  | ↘645 | ↗657 | ↘637 | ↘628 | ↘613 | ↘611 |
| 2017 | 2018 |      |      |      |      |      |
| ↘600 | ↘590 |      |      |      |      |      |

## Состав сельского поселения
| № | Населённый пункт | Тип населённого пункта          | Население |
| - | ---------------- | ------------------------------- | --------- |
| 1 | Татарский Сарсаз | деревня, административный центр |           |
| 2 | Уракчи           | деревня                         |           |